# Campoletis fuscipes
Campoletis fuscipes är en stekelart som först beskrevs av Holmgren 1856.  Campoletis fuscipes ingår i släktet Campoletis och familjen brokparasitsteklar. Arten är reproducerande i Sverige. Inga underarter finns listade.